# Liste des guerres de la Grèce
Cette liste regroupe les guerres et conflits ayant vu la participation de la Grèce. Voici une légende facilitant la lecture de l'issue des guerres ci-dessous :
- Victoire grecque
- Défaite grecque
- Autre résultat (par exemple un traité ou une paix sans un résultat clair, un statu quo ante bellum, un résultat inconnu ou indécis)
- Conflit en cours

## Première République hellénique
| Début | Fin  | Nom du conflit                | Belligérants | Belligérants                                                                      | Lieu                     | Issue                                           |
| Début | Fin  | Nom du conflit                | Grèce | Ennemis                                                                           | Lieu                     | Issue                                           |
| ----- | ---- | ----------------------------- | --- | --------------------------------------------------------------------------------- | ------------------------ | ----------------------------------------------- |
| 1821  | 1830 | Guerre d'indépendance grecque | Révolutionnaires grecs Puissances « médiatrices » étant en pratique intervenues pour assurer l'indépendance grecque : Royaume de France Royaume-Uni Empire russe | Empire ottoman et ses vassaux : Égypte Tunisie Régence d'Alger Régence de Tripoli | Grèce, Balkans, Mer Égée | Création du royaume de Grèce Autonomie de Samos |

## Royaume de Grèce
| Début           | Fin              | Nom du conflit                                 | Belligérants | Belligérants                                                                                        | Lieu                                                                            | Issue |
| Début           | Fin              | Nom du conflit                                 | Alliés (y compris la Grèce) | Ennemis                                                                                             | Lieu                                                                            | Issue |
| --------------- | ---------------- | ---------------------------------------------- | --- | --------------------------------------------------------------------------------------------------- | ------------------------------------------------------------------------------- | --- |
| 3 février 1897  | 4 décembre 1897  | Guerre gréco-turque (Guerre de Trente Jours)   | Royaume de Grèce | Empire ottoman                                                                                      | Épire, Thessalie et Crète                                                       | Victoire de l'Empire ottoman Traité de Constantinople (1897) Autonomie de la Crète Révision de la frontière en Thessalie                                                                                                  |
| 8 octobre 1912  | 30 mai 1913      | Première Guerre balkanique                     | Ligue balkanique : Royaume de Bulgarie Royaume de Serbie Royaume de Grèce Royaume du Monténégro | Empire ottoman                                                                                      | Balkans                                                                         | Victoire de la Ligue balkanique Traité de Londres (1913) Annexion d'une partie de la Thessalie, de la Macédoine, de l'Épire, des îles de l'Égée et de la Crète                                                            |
| 16 juin 1913    | 18 juillet 1913  | Deuxième Guerre balkanique                     | Royaume de Roumanie Royaume de Serbie Royaume de Grèce Royaume du Monténégro Empire ottoman | Royaume de Bulgarie                                                                                 | Balkans                                                                         | Victoire de la coalition Traité de Bucarest (1913) Annexion d'une partie de la Macédoine |
| 4 août 1914     | 11 novembre 1918 | Première Guerre mondiale (La Grande Guerre)    | Triple-Entente : France Royaume-Uni de Grande-Bretagne et d'Irlande Royaume de Serbie Royaume de Belgique Empire du Japon Royaume du Monténégro Empire russe (jusqu'en 1917) Royaume d'Italie (depuis mai 1915) Portugal (depuis mars 1916) Royaume de Roumanie (depuis 1916) États-Unis (depuis avril 1917) Cuba (depuis avril 1917) Bolivie (depuis avril 1917) Royaume de Grèce (depuis juillet 1917) Siam (depuis juillet 1917) Liberia (depuis août 1917) République de Chine (depuis août 1917) Pérou (depuis octobre 1917) Uruguay (depuis octobre 1917) Brésil (depuis octobre 1917) Équateur (depuis décembre 1917) Panama (depuis décembre 1917) Guatemala (depuis avril 1918) Nicaragua (depuis mai 1918) Costa Rica (depuis mai 1918) Haïti (depuis juillet 1918) Honduras (depuis juillet 1918) | Triple-Alliance : Empire allemand Autriche-Hongrie Empire ottoman Royaume de Bulgarie (depuis 1915) | Europe, Afrique, Moyen-Orient, Chine, Océanie Océan Pacifique, Océan Atlantique | Victoire de la Triple-Entente Traité de Brest-Litovsk Traité de Versailles Traité de Saint-Germain-en-Laye Traité de Neuilly Traité de Trianon Traité de Sèvres Annexion d'une partie de la Thrace Occupation de la Ionie |
| 19 mai 1919     | 11 octobre 1922  | Guerre gréco-turque                            | Royaume de Grèce | Turquie                                                                                             | Asie mineure                                                                    | Victoire turque Traité de Lausanne (1923) « Grande catastrophe » Perte de la Ionie et d'une partie de la Thrace |
| 28 octobre 1940 | 6 avril 1941     | Guerre italo-grecque (Seconde Guerre mondiale) | Royaume de Grèce | Royaume d'Italie                                                                                    | Albanie et Épire                                                                | Victoire tactique de la Grèce suivie par l'invasion allemande Occupation de l'Épire du Nord |
| 6 avril 1941    | 8 mai 1945       | Seconde Guerre mondiale                        | Royaume de Grèce | Reich allemand Royaume de Bulgarie Royaume d'Italie                                                 | Grèce                                                                           | Invasion et occupation de la Grèce par les forces de l'Axe suivie par une victoire des Alliés Traité de Paris (1947) et annexion du Dodécanèse                                                                            |
| 12 février 1946 | 29 août 1949     | Guerre civile grecque                          | Droite nationaliste (principalement monarchiste) | Gauche principalement communiste de l'Armée démocratique de Grèce                                   | Grèce                                                                           | Victoire de la droite nationaliste entérinée par des élections truquées |
| 25 juin 1950    | 27 juillet 1953  | Guerre de Corée                                | Australie Belgique Canada Colombie Corée du Sud États-Unis Éthiopie France Royaume de Grèce Luxembourg Pays-Bas Nouvelle-Zélande Philippines Thaïlande Turquie Royaume-Uni Afrique du Sud | Corée du Nord Union soviétique Chine                                                                | Corée                                                                           | Armistice de Panmunjeom |

## Troisième République hellénique
| Début        | Fin             | Nom du conflit                        | Belligérants | Belligérants | Lieu                                  | Issue |
| Début        | Fin             | Nom du conflit                        | Alliés (y compris la Grèce) | Ennemis      | Lieu                                  | Issue |
| ------------ | --------------- | ------------------------------------- | --- | ------------ | ------------------------------------- | --- |
| juillet 1974 | août 1974       | Invasion de Chypre (Opération Attila) | Chypre Grèce | Turquie      | Chypre                                | Victoire turque Partition de Chypre Proclamation de l'État fédéré turc de Chypre                                            |
| 2 août 1990  | 28 février 1991 | Guerre du Golfe                       | Coalition : Australie Belgique Canada Argentine Corée du Sud États-Unis Espagne France Grèce Allemagne Pays-Bas Nouvelle-Zélande Arabie saoudite Bangladesh Turquie Royaume-Uni Bahreïn Égypte Émirats arabes unis Danemark Koweït Kurdistan irakien Oman Italie Honduras Hongrie Maroc Nigeria Niger Norvège Pakistan Portugal Pologne Roumanie Sénégal Sierra Leone Singapour Suède Syrie Tchécoslovaquie | Irak         | Irak, Koweït, Arabie saoudite, Israël | Victoire de la Coalition, imposition de sanction à l'encontre de l'Irak, retrait des forces d'invasion irakiennes du Koweït |